# Andrej Tarkovskij

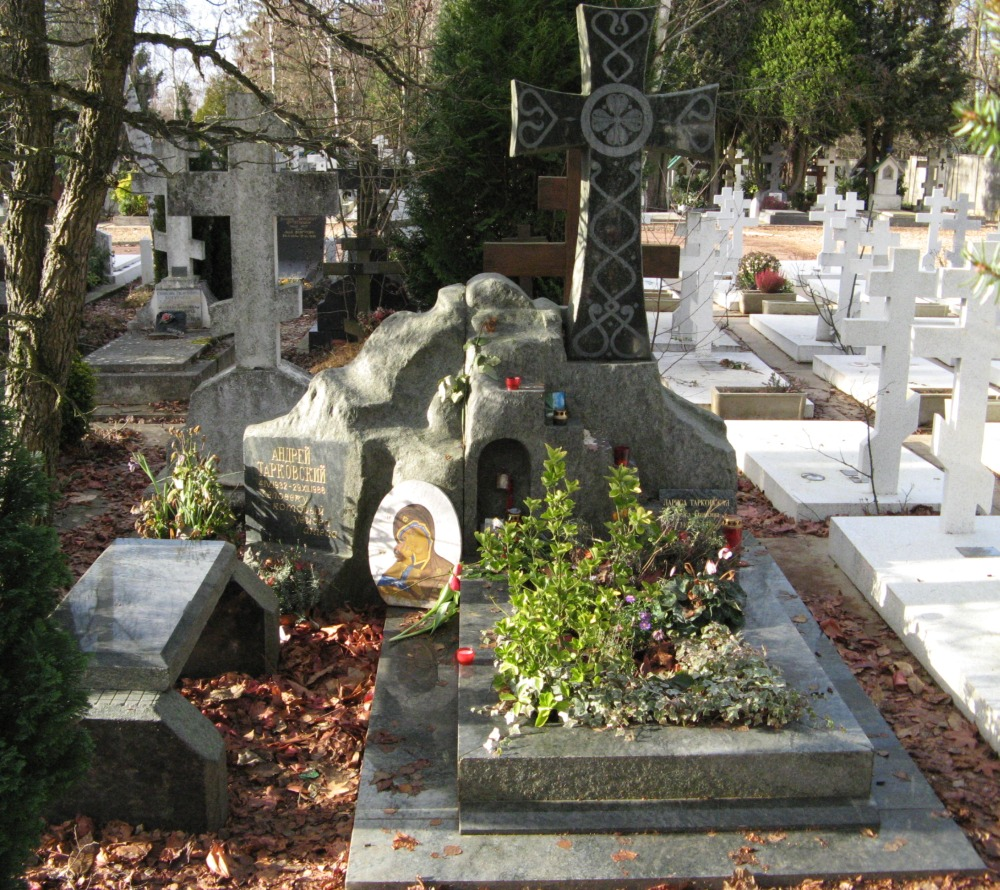
Tarkovského hrob na hřbitově v Sainte-Geneviève-des-Bois

Andrej Arseňjevič Tarkovskij (rusky Андрей Арсеньевич Тарковский, 4. dubna 1932 Zavražje, Ivanovská oblast – 29. prosince 1986 Neuilly-sur-Seine) byl ruský režisér, scenárista a herec, považovaný za jednoho z nejvýznamnějších filmařů sovětské éry a světové kinematografie vůbec. Jeho díla se vyznačují velkou lyričností a obrazovou bohatostí.

## Život

### Dětství a studia
Narodil se roku 1932 v obci Zavražje poblíž města Kostrom jako prvorozené dítě Arsenije Alexandroviče Tarkovského, významného ruského básníka a překladatele, a herečky Marie Ivanovny Višňakovové. Po rozvodu rodičů vyrůstal s matkou v Moskvě, odkud se v roce 1941 odstěhovali na venkov. O dva roky později nastoupil na gymnázium v Moskvě, kde také později prohluboval svůj zájem o umění navštěvováním kurzů malířství a hudby.
Po překonání tuberkulózy studoval v letech 1951-1953 na moskevském Institutu orientalistiky arabštinu. V květnu roku 1953 se účastnil geologické expedice na Východní  Sibiř. V letech 1956–1960 se věnoval studiu na vysoké filmové škole VGIK pod vedením Michaila Romma, během něhož vznikly jeho první filmy Zabijáci a Dnes propustka nebude. Scénář k absolventskému filmu Válec a housle (hlavní cena na Festivalu studentských filmů v New Yorku v roce 1961) vypracoval společně se svým spolužákem, přítelem a pozdějším spolupracovníkem Andrejem Končalovským. V Chruščovově éře mírně povolily poměry v SSSR, a studenti tedy měli určitý přístup ke kultuře Západní Evropy a USA, což ovlivnilo budoucí tvorbu mladého Andreje. V roce 1957 se oženil se svou spolužačkou Irmou Raušovou, která se jako herečka proslavila v jeho filmech Ivanovo dětství a Andrej Rublev. O pět let později se jim narodil syn Arsenij. Matkou jeho druhého syna Andreje byla Larisa Pavlovna Kizilovová (dívčím jménem Jegorkinová), se kterou se po rozvodu prvního manželství oženil v létě 1970.

### Aktivní tvorba
Již jeho první celovečerní film Ivanovo dětství (1962) vzbudil velkou pozornost a obdržel mimo jiné Zlatého lva na Filmovém festivalu v Benátkách. Jeho existencialistický rozměr se příliš neshodoval s tehdejším sovětským obrazem 2. světové války, a proto se Tarkovskij již pomalu dostával do hledáčku režimu.
Když byl jeho další film Andrej Rublev (1966) o pochmurném životě významného malíře ikon vyhodnocen jako alegorie tuhého sovětského systému, byl i přes svá mnohá ocenění (Velká  cena poroty na Festivalu v Cannes aj.) až do roku 1971 zakázán, poté vyšel v mnohokrát ořezané verzi. Tímto dílem se Tarkovskij zařazuje k nekonformním umělcům a po několik let nemůže ve své vlasti natáčet žádné filmy.
Jeho návrat na post režiséra přišel až ve chvíli, kdy byl režimem vybrán jako vhodný adept na vytvoření protiváhy Kubrickova veleúspěšného filmu 2001: Vesmírná odysea. Jeho filmová adaptace románu Stanislava Lema Solaris z roku 1972 se znovu dočkala velkého mezinárodního ohlasu, a to jak v Cannes, tak na festivalu v Londýně. Autor románové předlohy byl filmovým zpracováním s údajně překroucenými myšlenkami svého díla velmi rozhořčen.
Po autobiografickém filmu Zrcadlo (1974), který byl uvolněn pouze v omezené distribuci, se opět zaměřil na filmovou adaptaci románové předlohy Piknik u cesty bratrů Strugackých. Film pod názvem Stalker (1979) se opětovně nedočkal distribuce a režimu nepohodlný  Tarkovskij byl raději vyslán na studijní umělecký pobyt do Itálie, kde cestoval, přednášel a připravoval svůj další snímek Nostalgie (1983). Tento film, jehož název výstižně postihuje teskné rozpoložení svého tvůrce, ilustrované meditativními obrazy a dlouhými sekvencemi se symbolikou hledání životního ukotvení a víry, označil Tarkovskij  ve své korespondenci s otcem za "v nejvyšším smyslu vlastenecký". Paradoxně k tomuto tvrzení však jen ještě více posílil odpor představitelů sovětské moci vůči němu a přímo na festivalu v Cannes, kde byl oceněn, proti němu otevřeně vystupoval Sergej Bondarčuk, tehdejší dvorní režisér sovětského režimu. Tlak na Tarkovského poté narostl natolik, že po tiskové konferenci v Miláně 10. července 1984 zveřejnil své rozhodnutí zůstat v emigraci. V únoru 1985 vychází v nakladatelství Ullstein ve Frankfurtu nad Mohanem kniha jeho filmově teoretických statí s titulem Zapečetěný čas.
Svůj poslední film s názvem Oběť (1986) již točil ve švédské produkci. Při jeho uvedení v témže roce na festivalu v Cannes přebírá Velkou cenu poroty, FIPRESCI a Cenu ekumenické poroty jeho syn, protože Tarkovskij se pro své onkologické onemocnění již nemůže dostavit. V září 1986 se mu narodí syn Alexandr, zatímco on pobývá v několika léčebných zařízeních v Německu a Francii, kde    na pařížské Hartmanově klinice umírá ve dvě hodiny ráno 29. prosince 1986. Je pohřben na pravoslavném hřbitově Sainte-Geneviéve-des-Bois u Paříže a od roku 1998 vedle něj odpočívá také jeho žena Larisa.

## Filmografie

### Režijní
- Zabijáci (Убийцы, 1958)
- Dnes se nikam nejede (Сегодня увольнения не будет, 1959)
- Válec a housle (Каток и скрипка, 1960)
- Ivanovo dětství (Иваново детство, 1962)
- Andrej Rublev (Андрей Рублёв, 1966)
- Solaris (Солярис, 1972)
- Zrcadlo (Зеркало, 1975)
- Stalker (Сталкер, 1979)
- Nostalgie (Nostalghia, italsky, 1983)
- Oběť  (Offret, švédsky, 1986)

### Herecká
- Zabijáci (Убийцы, 1958)
- Dnes se nikam nejede (Сегодня увольнения не будет, 1959)
- Je mi 20 let (Мне двадцать лет, 1964)
- Sergej Lazo (Сергей Лазо, 1968)